# 폭 상태
양자역학에서 폭 상태(영어: Fock state) 또는 입자수 상태(영어: number state)는 잘 정의된 입자 수(또는 양자)가 있는 폭 공간의 원소인 양자 상태이다. 이 상태는 소련 물리학자 블라디미르 포크의 이름을 따서 명명되었다. 폭 상태는 양자역학의 두 번째 양자화 공식화에서 중요한 역할을 한다.
입자 표현은 보손의 경우 폴 디랙에 의해, 페르미온의 경우 파스쿠알 요르단과 유진 위그너에 의해 처음으로 자세히 다루어졌다.:35p 보손과 페르미온의 폭 상태는 폭 공간 생성 및 소멸 연산자와 관련하여 유용한 관계를 따른다.

## 정의
N개의 단일 입자 상태의 텐서 곱의 합으로 상태를 작성하여 N개의 상호작용하지 않는 동일한 입자의 다중 입자 상태를 지정한다. 또한 입자 스핀의 성질에 따라 텐서 곱은 기본 단일 입자 힐베르트 공간의 반대칭 또는 대칭 곱이어야 한다. 구체적으로:
- 반정수 스핀을 갖고 파울리 배타 원리를 따르는 페르미온들은 반대칭 텐서 곱에 해당한다.
- 정수 스핀을 갖는(그리고 배제 원리의 적용을 받지 않는) 보손은 대칭 텐서 곱에 해당한다.

입자 수가 가변적이라면 각 입자수에 대한 텐서 곱 힐베르트 공간의 직합으로 폭 공간을 구성한다. 폭 공간에서는 가능한 각 단일 입자 상태의 입자 수를 지정하여 새로운 표기법인 점유수 표기법으로 동일한 상태를 지정하는 것이 가능하다.
{\textstyle \left\{\mathbf {k} _{i}\right\}_{i\in I}}를 기본 단일 입자 힐베르트 공간에서 상태의 정규 직교 기저라 하자. 이는 "점유수 기저"라고 불리는 폭 공간의 해당 기저를 유도한다. 폭 공간의 양자 상태가 점유수 기저의 원소인 경우 폭 상태라고 한다.
폭 상태는 중요한 판별 기준을 충족한다. 각 i에 대해 상태는 입자수 연산자 {\displaystyle {\widehat {N_{{\mathbf {k} }_{i}}}}}의 고유 상태이고  i번째 기본 상태 ki에 해당한다. 해당 고유값은 해당 상태의 입자 수를 나타낸다. 이 기준은 폭 상태를 거의 정의한다(추가로 페이즈 인자를 선택해야 함).
주어진 폭 상태는 {\displaystyle |n_{{\mathbf {k} }_{1}},n_{{\mathbf {k} }_{2}},..n_{{\mathbf {k} }_{i}}...\rangle }과 같이 표시된다. 이 표현에서, {\displaystyle n_{{\mathbf {k} }_{i}}}는 i번째 상태의 입자 수 k i를 나타내고, i번째 상태에 대한 입자 수 연산자 {\displaystyle {\widehat {N_{{\mathbf {k} }_{i}}}}}는 다음과 같은 방식으로 폭 상태에 작용한다:
{\displaystyle {\widehat {N_{{\mathbf {k} }_{i}}}}|n_{{\mathbf {k} }_{1}},n_{{\mathbf {k} }_{2}},..n_{{\mathbf {k} }_{i}}...\rangle =n_{{\mathbf {k} }_{i}}|n_{{\mathbf {k} }_{1}},n_{{\mathbf {k} }_{2}},..n_{{\mathbf {k} }_{i}}...\rangle }
따라서 폭 상태는 고유값을 갖는 입자수 연산자의 고유상태 {\displaystyle n_{{\mathbf {k} }_{i}}}이다.:478
폭 상태는 종종 폭 공간의 가장 편리한 기저를 형성한다. 서로 다른 입자수의 상태가 중첩 된(따라서 입자수 연산자의 고유 상태가 아닌) 폭 공간의 원소는 폭 상태가 아니다. 이러한 이유로 폭 공간의 모든 원소를 "폭 상태"라고 부르는 것은 아니다.
입자수 연산자 {\textstyle {\widehat {N}}}를
{\displaystyle {\widehat {N}}=\sum _{i}{\widehat {N_{{\mathbf {k} }_{i}}}},}
로 정의하면 폭 상태의 정의는 측정의 분산{\displaystyle \operatorname {Var} \left({\widehat {N}}\right)=0}을 보장한다. 즉, 폭 상태의 입자 수를 측정하면 항상 요동 없이 명확한 값이 반환된다.

## 두 개의 입자를 사용한 예
임의의 마지막 상태 {\displaystyle |f\rangle },  {\displaystyle |1_{\mathbf {k} _{1}},1_{\mathbf {k} _{2}}\rangle }로 주어진 동일한 두 입자들의 임의의 폭 상태, 임의의 연산자 {\displaystyle {\widehat {\mathbb {O} }}}에 대해, 구별불가능성에 대한 다음 조건이 있다::191
{\displaystyle \left|\left\langle f\left|{\widehat {\mathbb {O} }}\right|1_{\mathbf {k} _{1}},1_{\mathbf {k} _{2}}\right\rangle \right|^{2}=\left|\left\langle f\left|{\widehat {\mathbb {O} }}\right|1_{\mathbf {k} _{2}},1_{\mathbf {k} _{1}}\right\rangle \right|^{2}} .
그래서
{\displaystyle \left\langle f\left|{\widehat {\mathbb {O} }}\right|1_{\mathbf {k} _{1}},1_{\mathbf {k} _{2}}\right\rangle =e^{i\delta }\left\langle f\left|{\widehat {\mathbb {O} }}\right|1_{\mathbf {k} _{2}},1_{\mathbf {k} _{1}}\right\rangle }
여기서 보손에 대해 {\displaystyle e^{i\delta }=+1} 페르미온에 대해 {\displaystyle e^{i\delta }=-1}. {\displaystyle \langle f|}과 {\displaystyle {\widehat {\mathbb {O} }}}는 임의적이므로,
보손에 대해 {\displaystyle \left|1_{\mathbf {k} _{1}},1_{\mathbf {k} _{2}}\right\rangle =+\left|1_{\mathbf {k} _{2}},1_{\mathbf {k} _{1}}\right\rangle }
페르미온에 대해 {\displaystyle \left|1_{\mathbf {k} _{1}},1_{\mathbf {k} _{2}}\right\rangle =-\left|1_{\mathbf {k} _{2}},1_{\mathbf {k} _{1}}\right\rangle }:191
입자수 연산자는 보손과 페르미온을 구별하지 않는다는 점에 유의하라. 실제로 대칭 유형에 관계없이 입자 수만 계산한다. 이들 사이의 차이점을 인식하려면 다른 연산자, 즉 생성 및 소멸 연산자가 필요하다.

## 보손 폭 상태
정수 스핀을 갖는 입자인 보손은 간단한 규칙을 따른다. 즉, 교환 연산자에 의해 작동되는 합성 고유 상태는 대칭이다. 예를 들어, 텐서 곱 표현의 두 입자 시스템에서는 {\displaystyle {\hat {P}}\left|x_{1},x_{2}\right\rangle =\left|x_{2},x_{1}\right\rangle }과 같다.

### 보손 생성 및 소멸 연산자
우리는 이 새로운 폭 공간 표현에서 동일한 대칭 속성을 표현할 수 있어야 한다. 이를 위해 우리는 비-에르미트 보손 생성 및 소멸 연산자 {\displaystyle b^{\dagger }},  {\displaystyle b}를 도입한다. 폭 상태에서 이러한 연산자의 작용은 다음 두 방정식으로 제공된다.
- 생성 연산자 {\textstyle b_{{\mathbf {k} }_{l}}^{\dagger }} :
{\displaystyle b_{{\mathbf {k} }_{l}}^{\dagger }|n_{{\mathbf {k} }_{1}},n_{{\mathbf {k} }_{2}},n_{{\mathbf {k} }_{3}}...n_{{\mathbf {k} }_{l}},...\rangle ={\sqrt {n_{{\mathbf {k} }_{l}}+1}}|n_{{\mathbf {k} }_{1}},n_{{\mathbf {k} }_{2}},n_{{\mathbf {k} }_{3}}...n_{{\mathbf {k} }_{l}}+1,...\rangle }[4]
- 소멸 연산자 {\textstyle b_{{\mathbf {k} }_{l}}} :
{\displaystyle b_{{\mathbf {k} }_{l}}|n_{{\mathbf {k} }_{1}},n_{{\mathbf {k} }_{2}},n_{{\mathbf {k} }_{3}}...n_{{\mathbf {k} }_{l}},...\rangle ={\sqrt {n_{{\mathbf {k} }_{l}}}}|n_{{\mathbf {k} }_{1}},n_{{\mathbf {k} }_{2}},n_{{\mathbf {k} }_{3}}...n_{{\mathbf {k} }_{l}}-1,...\rangle }[4]

#### 생성 및 소멸 연산자의 비 에르미트성
보손 폭 상태 생성 및 소멸 연산자는 에르미트 연산자가 아니다.
증명
폭 상태 {\displaystyle |n_{\mathbf {k} _{1}},n_{\mathbf {k} _{2}},n_{\mathbf {k} _{3}}\dots n_{\mathbf {k} _{l}},\dots \rangle }에 대해, {\displaystyle {\begin{aligned}\left\langle n_{\mathbf {k} _{1}},n_{\mathbf {k} _{2}},n_{\mathbf {k} _{3}}\dots n_{\mathbf {k} _{l}}-1,\dots \left|b_{\mathbf {k} _{l}}\right|n_{\mathbf {k} _{1}},n_{\mathbf {k} _{2}},n_{\mathbf {k} _{3}}\dots n_{\mathbf {k} _{l}},\dots \right\rangle &={\sqrt {n_{\mathbf {k} _{l}}}}\left\langle n_{\mathbf {k} _{1}},n_{\mathbf {k} _{2}},n_{\mathbf {k} _{3}}\dots n_{\mathbf {k} _{l}}-1,\dots |n_{\mathbf {k} _{1}},n_{\mathbf {k} _{2}},n_{\mathbf {k} _{3}}\dots n_{\mathbf {k} _{l}}-1,\dots \right\rangle \\[6pt]\left(\left\langle n_{\mathbf {k} _{1}},n_{\mathbf {k} _{2}},n_{\mathbf {k} _{3}}\dots n_{\mathbf {k} _{l}},\dots \left|b_{\mathbf {k} _{l}}\right|n_{\mathbf {k} _{1}},n_{\mathbf {k} _{2}},n_{\mathbf {k} _{3}}\dots n_{\mathbf {k} _{l}}-1,\dots \right\rangle \right)^{*}&=\left\langle n_{\mathbf {k} _{1}},n_{\mathbf {k} _{2}},n_{\mathbf {k} _{3}}\dots n_{\mathbf {k} _{l}}-1\dots \left|b_{\mathbf {k} _{l}}^{\dagger }\right|n_{\mathbf {k} _{1}},n_{\mathbf {k} _{2}},n_{\mathbf {k} _{3}}\dots n_{\mathbf {k} _{l}},\dots \right\rangle \\&={\sqrt {n_{\mathbf {k} _{l}}+1}}\left\langle n_{\mathbf {k} _{1}},n_{\mathbf {k} _{2}},n_{\mathbf {k} _{3}}\dots n_{\mathbf {k} _{l}}-1\dots |n_{\mathbf {k} _{1}},n_{\mathbf {k} _{2}},n_{\mathbf {k} _{3}}\dots n_{\mathbf {k} _{l}}+1\dots \right\rangle \end{aligned}}}
따라서, 생성 (소멸) 연산자의 켤레는 자신이 아님이 명백하다. 즉, 이들은 에르미트 연산자가 아니다.
하지만 생성, 소멸 연산자는 서로의 켤레 연산자이다.:45

#### 연산자 항등식
보손 시스템에서 생성 및 소멸 연산자의 교환 관계는 다음과 같다.
{\displaystyle \left[b_{i}^{\,},b_{j}^{\dagger }\right]\equiv b_{i}^{\,}b_{j}^{\dagger }-b_{j}^{\dagger }b_{i}^{\,}=\delta _{ij},}
{\displaystyle \left[b_{i}^{\dagger },b_{j}^{\dagger }\right]=\left[b_{i}^{\,},b_{j}^{\,}\right]=0,}
여기서 {\displaystyle [\ \,\ \ ]}는 교환자이고 {\displaystyle \delta _{ij}} 크로네커 델타이다.

### N 보존 기저 상태
| 입자수(N)         | 보손 기저 상태 :11 |
| ----------------- | --- |
| 0                 | {\displaystyle \|0,0,0...\rangle }                                                                                          |
| 1                 | {\displaystyle \|1,0,0...\rangle }, {\displaystyle \|0,1,0...\rangle }, {\displaystyle \|0,0,1...\rangle } ,...             |
| 2                 | {\displaystyle \|2,0,0...\rangle }, {\displaystyle \|1,1,0...\rangle }, {\displaystyle \|0,2,0...\rangle } ,...             |
| {\displaystyle n} | {\displaystyle \|n_{{\mathbf {k} }_{1}},n_{{\mathbf {k} }_{2}},n_{{\mathbf {k} }_{3}}...n_{{\mathbf {k} }_{l}},...\rangle } |

### 일부 특정 폭 상태에 대한 작용
진공 상태—어떤 상태에 있는 어떠한 입자가 아예 없는-은 {\displaystyle |0_{{\mathbf {k} }_{1}},0_{{\mathbf {k} }_{2}},0_{{\mathbf {k} }_{3}}...0_{{\mathbf {k} }_{l}},...\rangle }로 표현된다. 그러면,
{\displaystyle b_{{\mathbf {k} }_{l}}^{\dagger }|0_{{\mathbf {k} }_{1}},0_{{\mathbf {k} }_{2}},0_{{\mathbf {k} }_{3}}...0_{{\mathbf {k} }_{l}},...\rangle =|0_{{\mathbf {k} }_{1}},0_{{\mathbf {k} }_{2}},0_{{\mathbf {k} }_{3}}...1_{{\mathbf {k} }_{l}},...\rangle }
이고, {\displaystyle b_{\mathbf {k} _{l}}|0_{\mathbf {k} _{1}},0_{\mathbf {k} _{2}},0_{\mathbf {k} _{3}}...0_{\mathbf {k} _{l}},...\rangle =0}이다.  즉, l번째 생성 연산자는 l-번째 상태 kl인 입자 하나를 생성하고, 이 진공 상태는 소멸시킬 연산자가 없다는 점에서 소멸 연산자의 고정점이다.
진공 상태에 적절한 수의 생성 연산자를 작용하여 임의의 폭 상태를 생성할 수 있다:
{\displaystyle |n_{\mathbf {k} _{1}},n_{\mathbf {k} _{2}}...\rangle ={\frac {\left(b_{\mathbf {k} _{1}}^{\dagger }\right)^{n_{\mathbf {k} _{1}}}}{\sqrt {n_{\mathbf {k} _{1}}!}}}{\frac {\left(b_{\mathbf {k} _{2}}^{\dagger }\right)^{n_{\mathbf {k} _{2}}}}{\sqrt {n_{\mathbf {k} _{2}}!}}}...|0_{\mathbf {k} _{1}},0_{\mathbf {k} _{2}},...\rangle }
단일 상태 폭 상태 {\displaystyle |n_{\mathbf {k} }\rangle }에 대해,
{\displaystyle b_{\mathbf {k} }^{\dagger }|n_{\mathbf {k} }\rangle ={\sqrt {n_{\mathbf {k} }+1}}|n_{\mathbf {k} }+1\rangle }이고,
{\displaystyle b_{\mathbf {k} }|n_{\mathbf {k} }\rangle ={\sqrt {n_{\mathbf {k} }}}|n_{\mathbf {k} }-1\rangle }

### 입자수 연산자의 작용
보손 시스템에 대한 입자수 연산자 {\textstyle {\widehat {N_{{\mathbf {k} }_{l}}}}}의 경우 {\displaystyle {\widehat {N_{{\mathbf {k} }_{l}}}}=b_{{\mathbf {k} }_{l}}^{\dagger }b_{{\mathbf {k} }_{l}}}과 같이 주어진다. 여기서 {\displaystyle {\widehat {N_{{\mathbf {k} }_{l}}}}|n_{{\mathbf {k} }_{1}},n_{{\mathbf {k} }_{2}},n_{{\mathbf {k} }_{3}}...n_{{\mathbf {k} }_{l}}...\rangle =n_{{\mathbf {k} }_{l}}|n_{{\mathbf {k} }_{1}},n_{{\mathbf {k} }_{2}},n_{{\mathbf {k} }_{3}}...n_{{\mathbf {k} }_{l}}...\rangle }
입자수 연산자는 에르미트 연산자이다.

### 보손 폭 상태의 대칭 작용
생성 연산자와 소멸 연산자의 교환 관계는 보손 폭 상태들이 입자 바꾸기에 대해 적절한 대칭적인 행동을 한다는 것을 보장한다. 여기서,  l 과 m 두 상태들 사이의 입자들의 교환은 ) l 상태에 있는 입자를 소멸시키고 m 상태에 있는 입자를 생성시키는 것으로 수행된다. 만약 폭 상태 {\displaystyle |\psi \rangle =\left|n_{\mathbf {k} _{1}},n_{\mathbf {k} _{2}},....n_{\mathbf {k} _{m}}...n_{\mathbf {k} _{l}}...\right\rangle }에서 시작하고, 한 입자를 {\displaystyle k_{l}} 상태에서 to state {\displaystyle k_{m}} 상태로 옮기고자 한다면, 폭 상태에 {\displaystyle b_{\mathbf {k} _{m}}^{\dagger }b_{\mathbf {k} _{l}}}를 다음과 같이 작용한다:
교환 관계를 이용하면, {\displaystyle b_{\mathbf {k} _{m}}^{\dagger }.b_{\mathbf {k} _{l}}=b_{\mathbf {k} _{l}}.b_{\mathbf {k} _{m}}^{\dagger }}
{\displaystyle {\begin{aligned}b_{\mathbf {k} _{m}}^{\dagger }.b_{\mathbf {k} _{l}}\left|n_{\mathbf {k} _{1}},n_{\mathbf {k} _{2}},....n_{\mathbf {k} _{m}}...n_{\mathbf {k} _{l}}...\right\rangle &=b_{\mathbf {k} _{l}}.b_{\mathbf {k} _{m}}^{\dagger }\left|n_{\mathbf {k} _{1}},n_{\mathbf {k} _{2}},....n_{\mathbf {k} _{m}}...n_{\mathbf {k} _{l}}...\right\rangle \\&={\sqrt {n_{\mathbf {k} _{m}}+1}}{\sqrt {n_{\mathbf {k} _{l}}}}\left|n_{\mathbf {k} _{1}},n_{\mathbf {k} _{2}},....n_{\mathbf {k} _{m}}+1...n_{\mathbf {k} _{l}}-1...\right\rangle \end{aligned}}}
따라서 보손 폭 상태는 교환 연산자의 작용에 따라 대칭으로 행동한다.

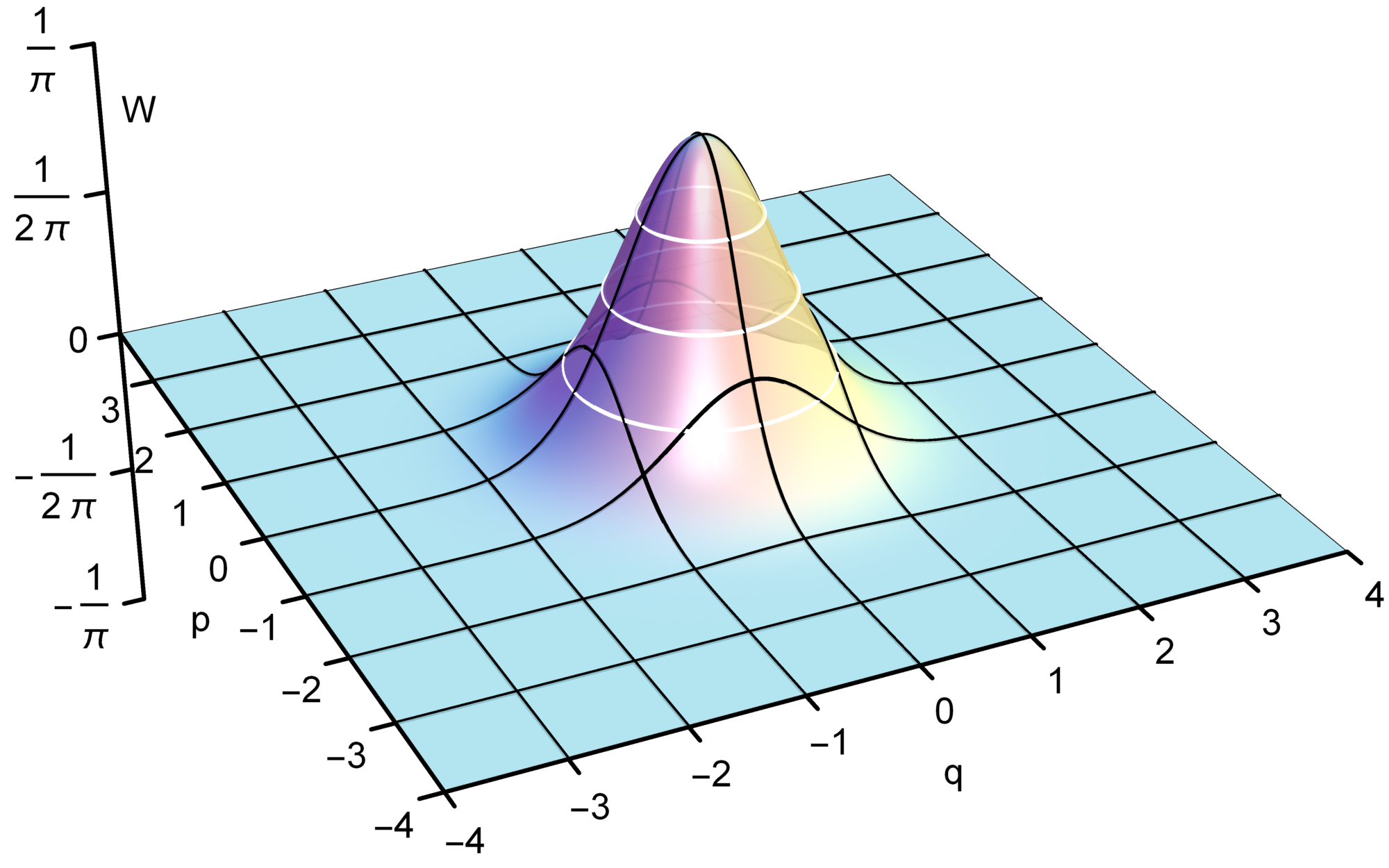
{\displaystyle |0\rangle }의 위그너 함수
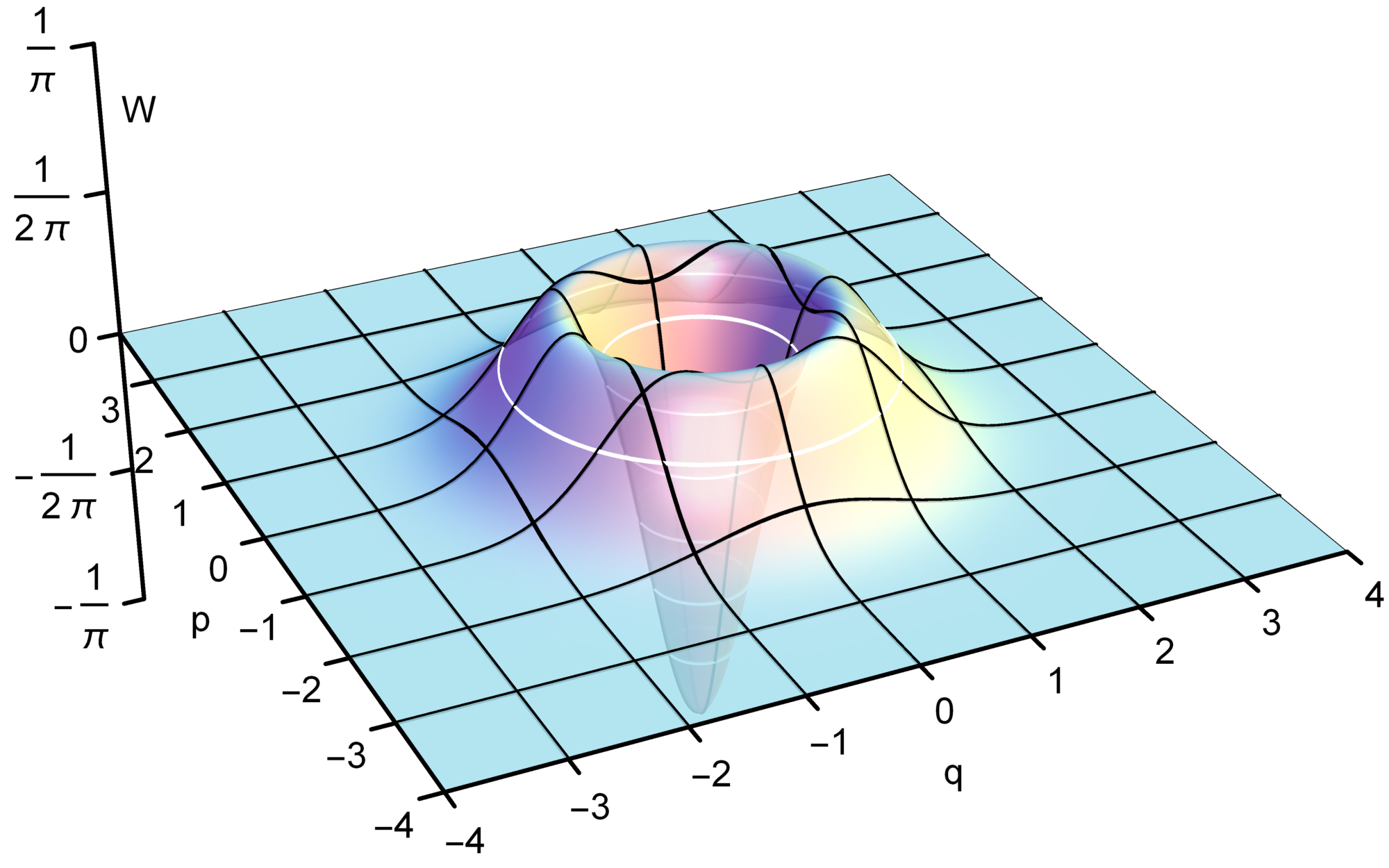
{\displaystyle |1\rangle }의 위그너 함수
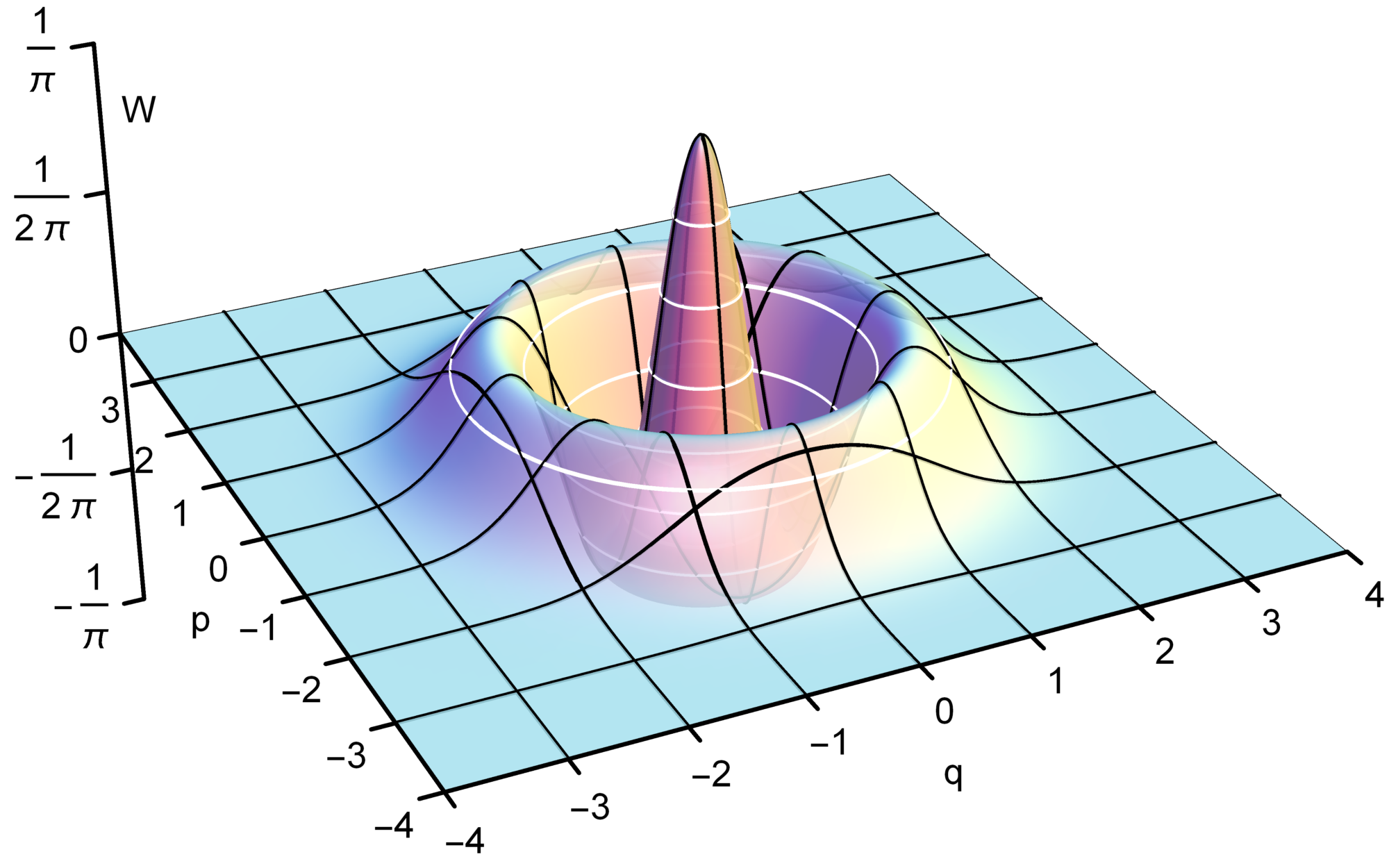
{\displaystyle |2\rangle }의 위그너 함수
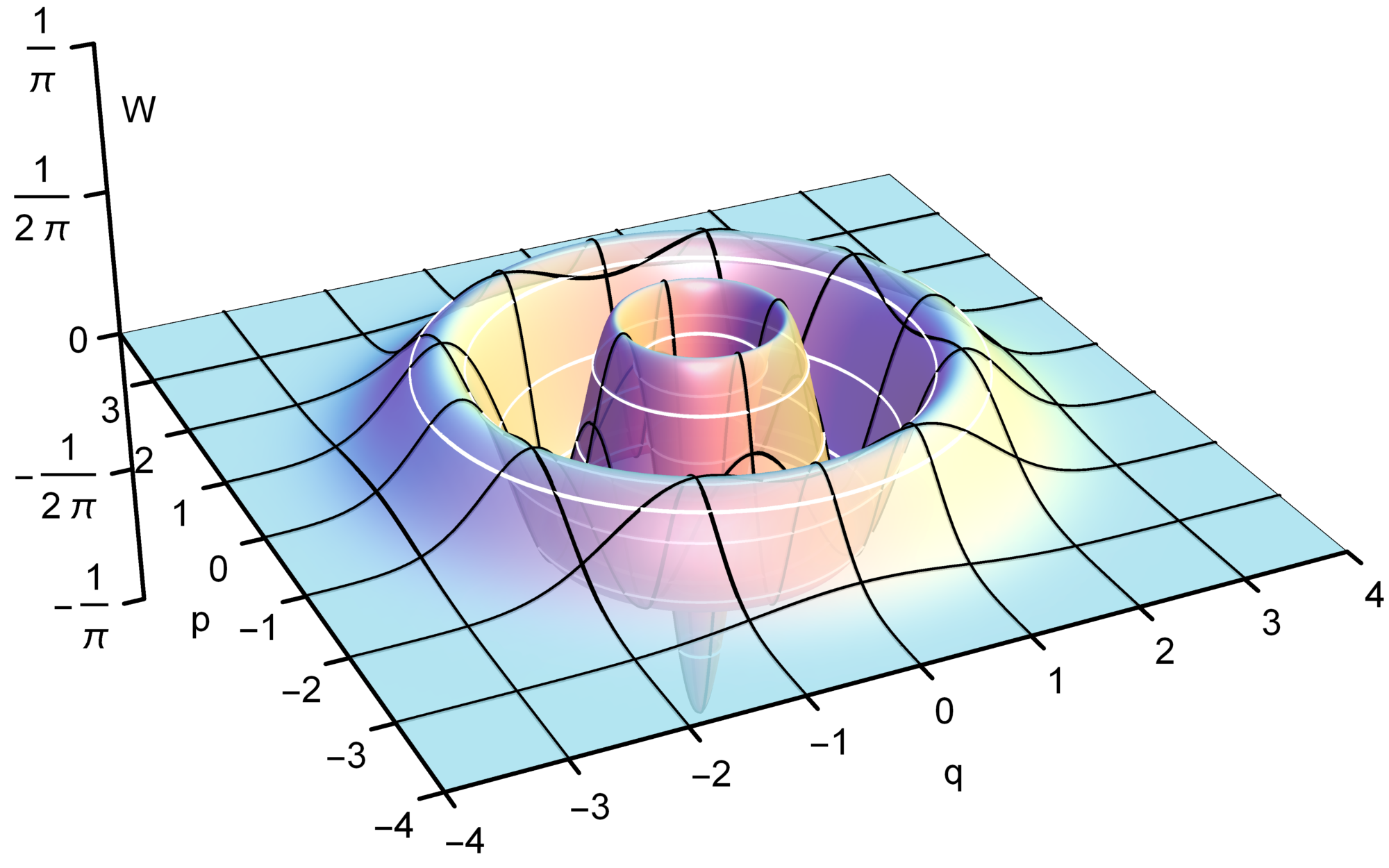
{\displaystyle |3\rangle }의 위그너 함수
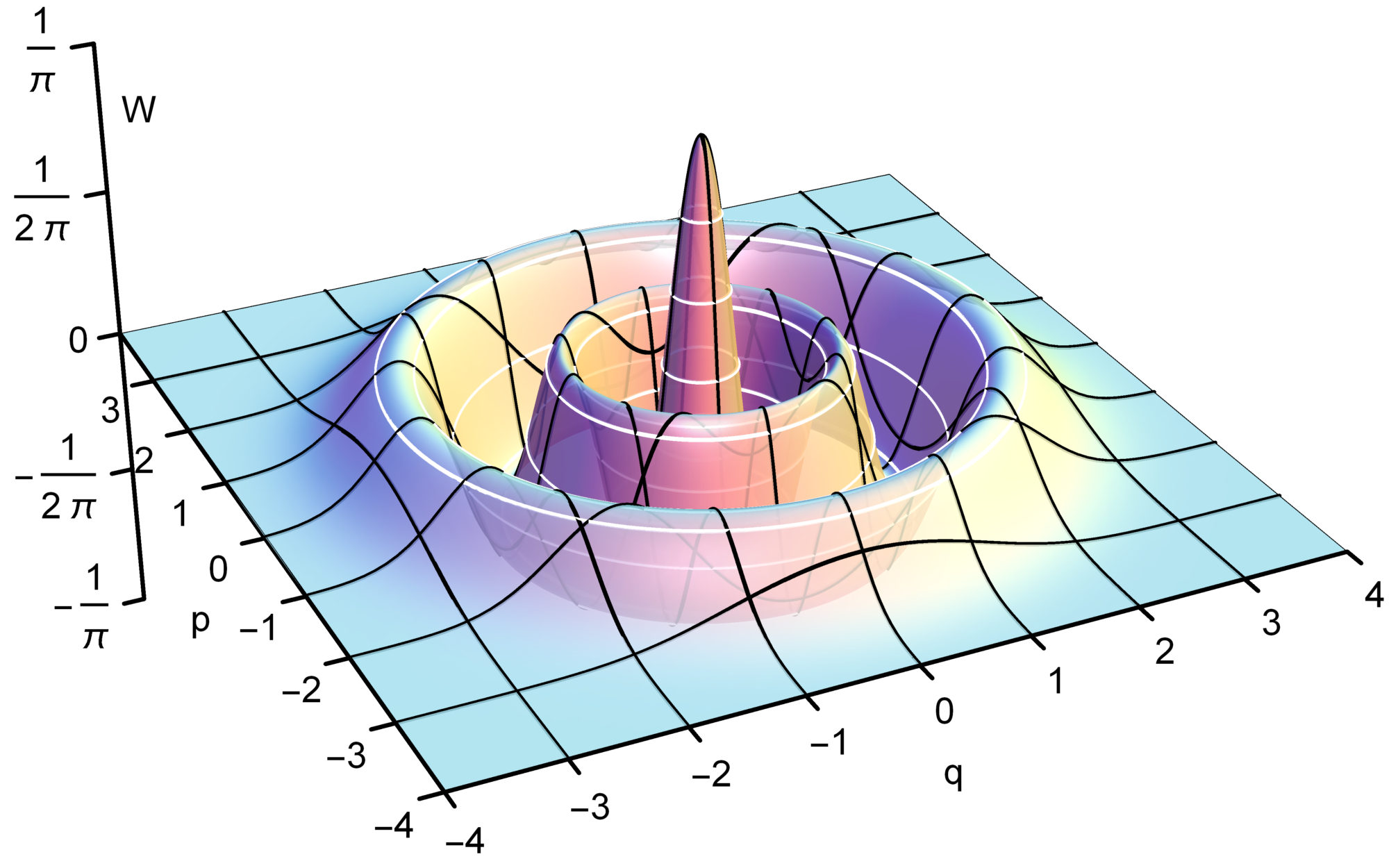
{\displaystyle |4\rangle }의 위그너 함수

## 페르미온 포크 상태

### 페르미온 생성 및 소멸 연산자
페르미온들의 반대칭 작용을 유지할 수 있도록 페르미온 폭 상태에 대해 페르미온 폭 상태 {\displaystyle |\psi \rangle =|n_{{\mathbf {k} }_{1}},n_{{\mathbf {k} }_{2}},n_{{\mathbf {k} }_{3}}...n_{{\mathbf {k} }_{l}},...\rangle }에 대해 정의된 비-에르미트 페르미온 생성 및 소멸 연산자를 도입한다:
- 생성 연산자 {\displaystyle c_{{\mathbf {k} }_{l}}^{\dagger }}는 다음과 같이 작용한다:
{\displaystyle c_{{\mathbf {k} }_{l}}^{\dagger }|n_{{\mathbf {k} }_{1}},n_{{\mathbf {k} }_{2}},n_{{\mathbf {k} }_{3}}...n_{{\mathbf {k} }_{l}},...\rangle ={\sqrt {n_{{\mathbf {k} }_{l}}+1}}|n_{{\mathbf {k} }_{1}},n_{{\mathbf {k} }_{2}},n_{{\mathbf {k} }_{3}}...n_{{\mathbf {k} }_{l}}+1,...\rangle }[4]
- 소멸 연산자 {\textstyle c_{{\mathbf {k} }_{l}}}는 다음과 같이 작용한다:
{\displaystyle c_{{\mathbf {k} }_{l}}|n_{{\mathbf {k} }_{1}},n_{{\mathbf {k} }_{2}},n_{{\mathbf {k} }_{3}}...n_{{\mathbf {k} }_{l}},...\rangle ={\sqrt {n_{{\mathbf {k} }_{l}}}}|n_{{\mathbf {k} }_{1}},n_{{\mathbf {k} }_{2}},n_{{\mathbf {k} }_{3}}...n_{{\mathbf {k} }_{l}}-1,...\rangle }

이 두 가지 작용은 반대칭으로 수행되며 이에 대해서는 나중에 논의하겠다.

#### 연산자 항등식
페르미온 시스템에서 생성 및 소멸 연산자의 반교환 관계는 다음과 같다.
{\displaystyle {\begin{aligned}\left\{c_{i}^{\,},c_{j}^{\dagger }\right\}\equiv c_{i}^{\,}c_{j}^{\dagger }+c_{j}^{\dagger }c_{i}^{\,}&=\delta _{ij},\\\left\{c_{i}^{\dagger },c_{j}^{\dagger }\right\}=\left\{c_{i}^{\,},c_{j}^{\,}\right\}&=0,\end{aligned}}}
여기서 {\displaystyle {\{\,\ \}}}는 반교환자이고 {\displaystyle \delta _{ij}}는 크로네커 델타이다. 이러한 반교환 관계는 페르미온 폭 상태의 반대칭 작용을 표시하는 데 사용될 수 있다.

### 입자수 연산자의 작용
페르미온에 대한 입자수 연산자 {\textstyle {\widehat {N_{{\mathbf {k} }_{l}}}}}은 {\displaystyle {\widehat {N_{{\mathbf {k} }_{l}}}}=c_{{\mathbf {k} }_{l}}^{\dagger }.c_{{\mathbf {k} }_{l}}}과 같이 주어진다.
{\displaystyle {\widehat {N_{{\mathbf {k} }_{l}}}}|n_{{\mathbf {k} }_{1}},n_{{\mathbf {k} }_{2}},n_{{\mathbf {k} }_{3}}...n_{{\mathbf {k} }_{l}}...\rangle =n_{{\mathbf {k} }_{l}}|n_{{\mathbf {k} }_{1}},n_{{\mathbf {k} }_{2}},n_{{\mathbf {k} }_{3}}...n_{{\mathbf {k} }_{l}}...\rangle }

#### 최대 점유수
입자수 연산자와 생성 및 소멸 연산자의 작용은 보존 연산자와 동일해 보일 수 있지만 실제 반전은 페르미온 폭 상태에서 각 상태의 최대 점유수에서 비롯된다. 위의 2입자 페르미온 예를 확장하면 먼저 페르미온 폭 상태{\displaystyle |\psi \rangle =\left|n_{\mathbf {k} _{1}},n_{\mathbf {k} _{2}},n_{\mathbf {k} _{3}}...n_{\mathbf {k} _{l}}...\right\rangle }가 다음과 같이 고유켓의 텐서곱에 특정 순열 연산자들의 합을 적용하여 얻는다.
{\displaystyle \left|n_{\mathbf {k} _{1}},n_{\mathbf {k} _{2}},n_{\mathbf {k} _{3}}...n_{\mathbf {k} _{l}}...\right\rangle =S_{-}\left|i_{1},i_{2},i_{3}...i_{l}...\right\rangle ={\frac {1}{\sqrt {N!}}}{\begin{vmatrix}\left|i_{1}\right\rangle _{1}&\cdots &\left|i_{1}\right\rangle _{N}\\\vdots &\ddots &\vdots \\\left|i_{N}\right\rangle _{1}&\cdots &\left|i_{N}\right\rangle _{N}\end{vmatrix}}}:16
이 행렬식을 슬레이터 행렬식이라고 한다. 단일 입자 상태 중 하나가 동일한 경우 슬레이터 행렬식의 두 행은 동일하므로 행렬식은 0이 된다. 따라서 두 개의 동일한 페르미온이 동일한 상태를 차지해서는 안 된다(파울리 배타 원리의 설명). 따라서 단일 상태의 점유수는 0 또는 1이다. 페르미온 폭 상태 {\displaystyle {\widehat {N_{{\mathbf {k} }_{l}}}}}와 관련된 고유값은  0 또는 1이어야 한다.

### N 페르미온 기저 상태|nk1,nk2,nk3...nkl,...⟩{\displaystyle \left|n_{\mathbf {k} _{1}},n_{\mathbf {k} _{2}},n_{\mathbf {k} _{3}}...n_{\mathbf {k} _{l}},...\right\rangle }
| 입자수(N) | 페르미온 기저 상태 :11 |
| --------- | --- |
| 0         | {\displaystyle \|0,0,0...\rangle } |
| 1         | {\displaystyle \|1,0,0...\rangle }, {\displaystyle \|0,1,0...\rangle }, {\displaystyle \|0,0,1...\rangle } ,...                                        |
| 2         | {\displaystyle \|1,1,0...\rangle }, {\displaystyle \|0,1,1...\rangle }, {\displaystyle \|0,1,0,1...\rangle }, {\displaystyle \|1,0,1,0...\rangle } ... |
| ...       | ... |

### 일부 특정 폭 상태에 대한 조치
단일 모드 페르미온 폭 상태 {\displaystyle \left|0_{\mathbf {k} }\right\rangle }에 대해, 임의의 상태의 최대 점유수는 1이므로
{\displaystyle c_{\mathbf {k} }^{\dagger }\left|0_{\mathbf {k} }\right\rangle =\left|1_{\mathbf {k} }\right\rangle }
이고 {\displaystyle c_{\mathbf {k} }^{\dagger }\left|1_{\mathbf {k} }\right\rangle =0}이다.
파울리 배타 원리에서 진술하듯, 페르미온은 오직 1개만 같은 상태를 점유 할 수 있다. 단일 모드 페르미온 폭 상태 {\displaystyle \left|1_{\mathbf {k} }\right\rangle }에 대해, 입자수는 0 미만이 될 수 없으므로,
{\displaystyle c_{\mathbf {k} }\left|1_{\mathbf {k} }\right\rangle =\left|0_{\mathbf {k} }\right\rangle }
이고 {\displaystyle c_{\mathbf {k} }\left|0_{\mathbf {k} }\right\rangle =0}이다. 다중모드 페르미온 폭 상태 {\displaystyle \left|n_{\mathbf {k} _{1}},n_{\mathbf {k} _{2}},...n_{\mathbf {k} _{\beta }},n_{\mathbf {k} _{\alpha }},...\right\rangle }에 대해,
{\displaystyle c_{\mathbf {k} _{\alpha }}\left|n_{\mathbf {k} _{1}},n_{\mathbf {k} _{2}},...n_{\mathbf {k} _{\beta }},n_{\mathbf {k} _{\alpha }},...\right\rangle =(-1)^{\sum _{\beta <\alpha }n_{\beta }}\left|n_{\mathbf {k} _{1}},n_{\mathbf {k} _{2}},...,n_{\mathbf {k} _{\beta }},1-n_{\mathbf {k} _{\alpha }},...\right\rangle }
여기서, {\displaystyle (-1)^{\sum _{\beta <\alpha }n_{\beta }}}는 Jordan–Wigner string이라 불리며, 연관된 단일 입자 상태들의 순서에 의존하며, 모든 이전 상태들의 페르미온 점유수들을 더한다..:88

### 페르미온 폭 상태의 비대칭적 행동
교환 연산자 하에서 페르미온 상태의 비대칭적 행동은 반교환 관계를 처리한다. 여기서 두 상태 사이의 입자 교환은 한 상태에서 하나의 입자를 소멸시키고 다른 상태에서 하나를 생성함으로써 이루어진다. 폭 상태 {\displaystyle |\psi \rangle =\left|n_{\mathbf {k} _{1}},n_{\mathbf {k} _{2}},...n_{\mathbf {k} _{m}}...n_{\mathbf {k} _{l}}...\right\rangle }로 시작하면 상태 {\displaystyle k_{l}}에서 상태 {\displaystyle k_{m}}로 입자를 이동하고 싶다. 그런 다음 폭 상태에 {\displaystyle c_{\mathbf {k} _{m}}^{\dagger }.c_{\mathbf {k} _{l}}}를  다음과 같은 방법으로 작용한다.
반교환 관계를 사용하여
{\displaystyle c_{\mathbf {k} _{m}}^{\dagger }.c_{\mathbf {k} _{l}}=-c_{\mathbf {k} _{l}}.c_{\mathbf {k} _{m}}^{\dagger }}
{\displaystyle c_{\mathbf {k} _{m}}^{\dagger }.c_{\mathbf {k} _{l}}\left|n_{\mathbf {k} _{1}},n_{\mathbf {k} _{2}},....n_{\mathbf {k} _{m}}...n_{\mathbf {k} _{l}}...\right\rangle ={\sqrt {n_{\mathbf {k} _{m}}+1}}{\sqrt {n_{\mathbf {k} _{l}}}}\left|n_{\mathbf {k} _{1}},n_{\mathbf {k} _{2}},....n_{\mathbf {k} _{m}}+1...n_{\mathbf {k} _{l}}-1...\right\rangle }
하지만,{\displaystyle {\begin{aligned}&c_{{\mathbf {k} }_{l}}.c_{{\mathbf {k} }_{m}}^{\dagger }|n_{{\mathbf {k} }_{1}},n_{{\mathbf {k} }_{2}},....n_{{\mathbf {k} }_{m}}...n_{{\mathbf {k} }_{l}}...\rangle \\={}-&c_{{\mathbf {k} }_{m}}^{\dagger }.c_{{\mathbf {k} }_{l}}|n_{{\mathbf {k} }_{1}},n_{{\mathbf {k} }_{2}},....n_{{\mathbf {k} }_{m}}...n_{{\mathbf {k} }_{l}}...\rangle \\={}-&{\sqrt {n_{{\mathbf {k} }_{m}}+1}}{\sqrt {n_{{\mathbf {k} }_{l}}}}|n_{{\mathbf {k} }_{1}},n_{{\mathbf {k} }_{2}},....n_{{\mathbf {k} }_{m}}+1...n_{{\mathbf {k} }_{l}}-1...\rangle \end{aligned}}}따라서 페르미온 폭 상태는 입자 교환 연산자에 의해 작동되는 경우 반대칭이다.

## 폭 상태는 일반적으로 에너지 고유 상태가 아니다.
이차 양자화 이론에서 해밀토니언 밀도 함수는 다음과 같이 주어진다.
{\displaystyle {\mathfrak {H}}={\frac {1}{2m}}\nabla _{i}\psi ^{*}(x)\,\nabla _{i}\psi (x)}:189
총 해밀토니언은 다음과 같이 주어진다.
{\displaystyle {\begin{aligned}{\mathcal {H}}&=\int d^{3}x\,{\mathfrak {H}}=\int d^{3}x\psi ^{*}(x)\left(-{\frac {\nabla ^{2}}{2m}}\right)\psi (x)\\\therefore {\mathfrak {H}}&=-{\frac {\nabla ^{2}}{2m}}\end{aligned}}}
자유 슈뢰딩거 이론에서 :189
{\displaystyle {\mathfrak {H}}\psi _{n}^{(+)}(x)=-{\frac {\nabla ^{2}}{2m}}\psi _{n}^{(+)}(x)=E_{n}^{0}\psi _{n}^{(+)}(x)}
그리고
{\displaystyle \int d^{3}x\,\psi _{n}^{(+)^{*}}(x)\,\psi _{n'}^{(+)}(x)=\delta _{nn'}}
그리고
{\displaystyle \psi (x)=\sum _{n}a_{n}\psi _{n}^{(+)}(x)} ,
여기서 {\displaystyle a_{n}}는 소멸 연산자이다.
{\displaystyle \therefore {\mathcal {H}}=\sum _{n,n'}\int d^{3}x\,a_{n'}^{\dagger }\psi _{n'}^{(+)^{*}}(x)\,{\mathfrak {H}}a_{n}\psi _{n}^{(+)}(x)}
상호작용하지 않는 입자에 대해서만 {\displaystyle {\mathfrak {H}}}와 {\displaystyle a_{n}}가 교환한다; 일반적으로는 교환하지 않는다. 상호작용하지 않는 입자의 경우,
{\displaystyle {\mathcal {H}}=\sum _{n,n'}\int d^{3}x\,a_{n'}^{\dagger }\psi _{n'}^{(+)^{*}}(x)\,E_{n}^{0}\psi _{n}^{(+)}(x)a_{n}=\sum _{n,n'}E_{n}^{0}a_{n'}^{\dagger }a_{n}\delta _{nn'}=\sum _{n}E_{n}^{0}a_{n}^{\dagger }a_{n}=\sum _{n}E_{n}^{0}{\widehat {N}}}
교환하지 않는다면 해밀토니안은 위의 표현을 갖지 못할 것이다. 따라서 일반적으로 폭 상태는 시스템의 에너지 고유 상태가 아니다.

## 진공 요동
진공 상태 또는 {\displaystyle |0\rangle }는 가장 낮은 에너지 상태이고  {\displaystyle a}과 {\displaystyle a^{\dagger }}의 기대값은 이 상태에서 0이다:
{\displaystyle a|0\rangle =0=\langle 0|a^{\dagger }}
전기장, 자기장, 벡터 퍼텐셜은 동일한 일반 형식의 모드 확장을 갖는다.
{\displaystyle F\left({\vec {r}},t\right)=\varepsilon ae^{i{\vec {k}}x-\omega t}+h.c.}
따라서 이러한 장 연산자의 기대값이 진공 상태에서 사라지는 것을 쉽게 알 수 있다.
{\displaystyle \langle 0|F|0\rangle =0}
그러나 이러한 장 연산자의 제곱에 대한 기대값은 0이 아닌 것으로 표시될 수 있다. 따라서 제로 앙상블 평균에 대한 장에는 요동이 있다. 이러한 진공 요동은 양자 광학의 램 이동을 비롯한 많은 흥미로운 현상의 원인이다.

## 다중 모드 폭 상태
다중 모드 장에서, 각 생성 및 소멸 연산자는 자신의 모드에만 작용한다. 그래서 {\displaystyle a_{\mathbf {k} _{l}}}과 {\displaystyle a_{\mathbf {k} _{l}}^{\dagger }}는 {\displaystyle \left|n_{\mathbf {k} _{l}}\right\rangle }에만 작용한다. 서로 다른 모드에 해당하는 연산자는 힐베르트 공간의 서로 다른 부분 공간에서 작용하므로 전체 장는 모든 모드에 걸쳐 {\displaystyle |n_{\mathbf {k} _{l}}\rangle }들의 직곱이다:
{\displaystyle \left|n_{\mathbf {k} _{1}}\right\rangle \left|n_{\mathbf {k} _{2}}\right\rangle \left|n_{\mathbf {k} _{3}}\right\rangle \ldots \equiv \left|n_{\mathbf {k} _{1}},n_{\mathbf {k} _{2}},n_{\mathbf {k} _{3}}...n_{\mathbf {k} _{l}}...\right\rangle \equiv \left|\{n_{\mathbf {k} }\}\right\rangle }
생성 및 소멸 연산자는 자체 모드의 입자수 상태만 높이거나 낮추는 방식으로 다중 모드 상태에서 작용한다.
{\displaystyle {\begin{aligned}a_{{\mathbf {k} }_{l}}|n_{{\mathbf {k} }_{1}},n_{{\mathbf {k} }_{2}},n_{{\mathbf {k} }_{3}}...n_{{\mathbf {k} }_{l}},...\rangle &={\sqrt {n_{{\mathbf {k} }_{l}}}}|n_{{\mathbf {k} }_{1}},n_{{\mathbf {k} }_{2}},n_{{\mathbf {k} }_{3}}...n_{{\mathbf {k} }_{l}}-1,...\rangle \\a_{{\mathbf {k} }_{l}}^{\dagger }|n_{{\mathbf {k} }_{1}},n_{{\mathbf {k} }_{2}},n_{{\mathbf {k} }_{3}}...n_{{\mathbf {k} }_{l}},...\rangle &={\sqrt {n_{{\mathbf {k} }_{l}}+1}}|n_{{\mathbf {k} }_{1}},n_{{\mathbf {k} }_{2}},n_{{\mathbf {k} }_{3}}...n_{{\mathbf {k} }_{l}}+1,...\rangle \end{aligned}}}
또한 각 모드의 입자수 연산자의 합인 장에 대한 총 입자수 연산자를 정의한다.
{\displaystyle {\hat {n}}_{\mathbf {k} }=\sum {\hat {n}}_{\mathbf {k} _{l}}}
다중 모드 폭 상태는 고유값이 모든 모드의 총 점유 수인 총 수 연산자의 고유 벡터이다.
{\displaystyle {\hat {n}}_{\mathbf {k} }|\{n_{\mathbf {k} }\}\rangle =\left(\sum n_{\mathbf {k} _{l}}\right)|\{n_{\mathbf {k} }\}\rangle }
상호 작용하지 않는 입자의 경우 입자수 연산자와 해밀토니언은 서로 교환하므로 다중 모드 폭 상태는 다중 모드 해밀토니언의 고유 상태가 된다.
{\displaystyle {\hat {H}}\left|\{n_{\mathbf {k} }\}\right\rangle =\left(\sum \hbar \omega \left(n_{\mathbf {k} _{l}}+{\frac {1}{2}}\right)\right)\left|\{n_{\mathbf {k} }\}\right\rangle }

## 단일 광자 상태의 소스
단일 광자는 단일 방출체(원자, 이온, 분자, 질소 공극 중심, 양자점)를 사용하여 일상적으로 생성된다. 그러나 이러한 소스는 항상 아주 효율적인 것은 아니며 실제로 요청 시 단일 광자를 얻을 확률이 낮다. 실험실 환경에서는 복잡하고 부적합한 경우가 많다.
비결정적 작용을 희생하여 이러한 문제를 극복하는 다른 소스가 일반적으로 사용된다. 예고된 단일 광자 소스는 쌍이 분할되는 확률적 2광자 소스이며, 하나의 광자가 감지되면 나머지 하나의 존재를 알린다. 이러한 소스는 일반적으로 주기적으로 극성이 있는 니오브산 리튬 (자발적 매개변수 하향 변환) 또는 실리콘(자발적 4파장 혼합)과 같은 일부 재료의 광학적 비선형성에 의존한다.

## 비고전적인 행동
폭 상태의 글라우버-수다르샨 표현은 이러한 상태가 순전히 양자 역학적이며 고전적인 대응이 없음을 보여준다. 이 표현에서 이러한 상태의 {\displaystyle \scriptstyle \varphi (\alpha )\,}는 디랙 델타 함수의 {\displaystyle 2n}'차 도함수이므로 고전적인 확률 분포가 아니다.

## 같이 보기
- 결맞는 상태
- 하이젠베르크 극한
- 비고전적인 빛